# Émile Beurlier
Émile Beurlier (París, 18 de juliol, 1851 - Neuilly-sur-Seine (França), 9 de juny, 1907), va ser teòleg, sacerdot catòlic, historiador.

## Treballs sobre el judaisme del Segon Temple
Llibres

- Essai sur le culte rendu aux empereurs romains (1890 Beurlier), llibre
- Le culte imperial: son histoire et son organisation depuis Auguste jusqu'à Justinien (1891 Beurlier), llibre
- Histoire de l'Église: depuis la mort de Notre-Seigneur Jésus-Christ fins'à nos jours (1894 Beurlier), llibre
- Le monde juif au temps de Jésus-Christ et des apôtres (1900 Beurlier), llibre